# Tyrhys Dolan
Tyrhys Dolan (Manchester, 28 dicembre 2001) è un calciatore inglese, centrocampista dell'Espanyol.

## Caratteristiche tecniche
È un'ala destra.

## Carriera

### Club
Cresciuto nel settore giovanile di Burnley, Manchester City e Preston N.E., nel febbraio 2020 viene prestato al Clitheroe – club di settima divisione –  dove realizza due gol in quattro presenze. Il 1º luglio 2020 viene acquistato a titolo definitivo dal Blackburn con cui firma un contratto biennale.
Debutta fra i professionisti il 29 agosto in occasione dell'incontro di Carabao Cup vinto 3-2 contro il Doncaster; il 12 settembre seguente esordisce anche in Championship contro il Bournemouth ed una settimana più tardi realizza la sua prima rete nella vittoria per 5-0 contro il Wycombe.
Il 16 febbraio 2021 rinnova il proprio contatto fino al 2024.

### Nazionale
Nel 2022 ha realizzato una rete in 2 presenze con la maglia della nazionale inglese Under-20.

## Statistiche

### Presenze e reti nei club
Statistiche aggiornate al 23 ottobre 2021.
| Stagione        | Squadra         | Campionato      | Campionato | Campionato | Coppe nazionali | Coppe nazionali | Coppe nazionali | Coppe continentali | Coppe continentali | Coppe continentali | Altre coppe | Altre coppe | Altre coppe | Totale | Totale |
| Stagione        | Squadra         | Comp            | Pres       | Reti       | Comp            | Pres            | Reti            | Comp               | Pres               | Reti               | Comp        | Pres        | Reti        | Pres   | Reti   |
| --------------- | --------------- | --------------- | ---------- | ---------- | --------------- | --------------- | --------------- | ------------------ | ------------------ | ------------------ | ----------- | ----------- | ----------- | ------ | ------ |
| 2020-2021       | Blackburn       | FLC             | 37         | 3          | FACup+CdL       | 0+2             | 0               |                    | -                  | -                  |             | -           | -           | 39     | 3      |
| 2021-2022       | Blackburn       | FLC             | 13         | 2          | FACup+CdL       | 0+1             | 0+1             |                    | -                  | -                  |             | -           | -           | 14     | 3      |
| Totale carriera | Totale carriera | Totale carriera | 50         | 5          |                 | 3               | 1               |                    | -                  | -                  |             | -           | -           | 53     | 6      |